# Bataille de Ravenne
Pour les articles homonymes, voir Bataille de Ravenne (homonymie).
Guerre de la Ligue de Cambrai
Batailles
- Casaloldo (it) (10 mai 1509)
- Agnadel (14 mai 1509)
- Padoue (15 - 30 septembre 1509)
- Polesella (it) (22 décembre 1509)
- Monselice (1509-1510)
- Val Vestino (1510-1517)
- Villamarina (19 juillet 1510)
- Capo di Monte (8 septembre 1510)
- Mirandola (1510 - 1511) (it)
- Trévise (1511)
- Brescia (18 février 1512)
- Ravenne (11 avril 1512)
- Navarre (1512)
- Saint-Mathieu (10 août 1512)
- Blancs-Sablons (22 avril 1513)
- Brest (24 avril 1513)
- Novare (6 juin 1513)
- Guinegatte (16 août 1513)
- Dijon (8 - 13 septembre 1513)
- Flodden Field (9 septembre 1513)
- La Motta ou Creazzo (7 octobre 1513)

La bataille de Ravenne est une bataille des guerres d'Italie, qui s'est déroulée le 11 avril 1512 près de Ravenne, où s'opposent le roi de France Louis XII et le pape Jules II. Les troupes françaises sont menées par Gaston de Foix, alliées à l'artillerie du duc de Ferrare, contre les troupes espagnoles de la Sainte Ligue.
Cette bataille meurtrière fait plus de dix mille morts, dont Gaston de Foix lui-même. Elle est la plus importante des guerres d'Italie, après celle de Marignan (1515). La victoire est obtenue par les français au prix de lourdes pertes. La ville de Ravenne est mise à sac le 12 avril 1512, mais les Français, menacés au nord, doivent se replier vers le Piémont.
Cette bataille est l'une des dernières charges de cavalerie en armure de type médiéval, et le début du rôle clé de l'artillerie de campagne.

## Contexte
Inquiet des progrès de Louis XII, le pape Jules II manifeste sa volonté de chasser les Français d’Italie. Le 24 février 1510, il lève l’excommunication de Venise et les troupes papales aident les Vénitiens à reconquérir le terrain cédé aux Français.
En mai 1511, Louis XII prend Bologne et convoque le concile de Pise, destiné à destituer le pape. Jules II riposte par sa bulle Sacrosanctæ, en excommuniant les membres du concile de Pise. Puis le 5 octobre 1511, il forme la Sainte-Ligue avec l’Espagne, la république de Venise, l’Angleterre et les cantons suisses contre la France.
Au début de 1512, les armées coalisées reprennent Brescia et marchent sur Bologne. Mais les troupes françaises, commandées par Gaston de Foix, parviennent à faire lever le siège de Bologne, et obligent les troupes de la Sainte-Ligue à évacuer Brescia.

## Les forces en présence
À la bataille prennent part les plus célèbres chevaliers et aventuriers de l'époque, entre autres Bayard et Gaston de Foix-Nemours du côté français et Romanello de Forlì, alors très connu pour être un des vainqueurs du défi de Barletta.

### France et Ferrare
Le point fort d'une armée française à la Renaissance est constitué par sa cavalerie lourde connue sous le nom de « gendarmerie » organisée en compagnie d'ordonnance. À Ravenne, cette cavalerie lourde représente 1900 lances de six hommes chacune, dont un homme d'arme en armure sur cheval caparaçonné : 900 lances en avant-garde (Maréchal de la Palisse), 600 lances dans le corps central (Thomas Bohier), et 400 lances en arrière-garde (Yves II d'Allègre).
L'homme d'arme à cheval représente la dernière version d'un chevalier médiéval : il dispose d'une lance lourde pour le premier choc frontal, puis d'une épée longue à pointe triangulaire pour percer les points faibles de l'armure adverse (aisselle, aine, visière du casque) et d'une masse d'arme.
L'infanterie d'origine française de cette époque était peu entrainée, à l'exception des gascons et des picards qui montraient des qualités militaires, les premiers comme archers, les seconds comme piquiers. Aussi les rois de France faisaient appel à des mercenaires : à Ravenne l'infanterie française compte vingt mille hommes, dont huit mille gascons et picards, le reste étant des mercenaires italiens (condottieres) et allemands (lansquenets).
Les Français disposaient d'une bonne artillerie, mais celle-ci n'a pu être amenée à temps sur le champ de bataille, Gaston de Foix souhaitant une offensive rapide. Heureusement, le Duc de Ferrare apporte son aide avec 50 de ses canons, les meilleurs d'Italie, forgés d'une seule pièce de bronze et tirant des boulets métalliques plus rapidement que les vieilles bombardes encore utilisées.

### Sainte Ligue
La cavalerie lourde compte 1400 hommes d'armes italiens et espagnols, les cavaliers lourds italiens sont équivalents aux français, mais les espagnols disposent d'une lance plus légère et sont sur cheval non caparaçonné. En revanche, la cavalerie légère espagnole est la meilleure de l'époque, mais inférieure en nombre aux archers montés français qui accompagnent les cavaliers lourds.
Le point de fort de l'armée papale est représenté par les 6 000 vétérans espagnols commandés par le grand capitaine Gonzalve de Cordoue organisés par lui en coronelia. À ces vétérans s'ajoutent 3000 autres espagnols et 4 000 piquiers italiens.
Face aux 50 canons du Duc de Ferrare, l'armée papale ne dispose que de 24 canons de qualité inférieure.

## La bataille
Le 11 avril 1512, en direction de Forlì, les Français et les troupes de la Sainte-Ligue guidées par Raimond de Cardona se retrouvent face à face sur le rivage du fleuve Ronco, presque au confluent avec le Montone. Il s'ensuit le combat de Ravenne, dont un monument, dit « colonna dei Francesi », rappelle l'emplacement.
L'armée papale est retranchée dans son camp fortifié sur une éminence de terrain. Une position surélevée était alors un gage de victoire. Jusqu'ici, les batailles avec artillerie débutaient par un court échange entre artilleries adverses avant le combat au corps à corps. A Ravenne, le bombardement réciproque dura trois heures, à 200 m de distance, avec des tirs pouvant emporter d'une à trois douzaines d'hommes en un seul boulet, les hommes étant groupés en rangs serrés.
Au bout de ces trois heures, les officiers espagnols demandent d'attaquer, mais Raimond de Cardona refuse, car il entend profiter de sa position élevée pour contre-attaquer une attaque française. Une heure plus tard, ignorant les ordres de leur commandant en chef, la cavalerie papale attaque les deux ailes françaises, suivi de leur infanterie qui attaque au centre.
Il se raconte que pendant que le duc de Ferrare pointait ses canons, certains de ses subordonnés lui dirent qu’en tirant en cet instant, ils auraient frappé indistinctement aussi bien les ennemis espagnols que les alliés français ; Alphonse d'Este aurait répondu : « Tirez sans crainte de vous tromper, ce sont tous nos ennemis ». Phrase emblématique de la défiance qui circulait en Europe au début du XVIe siècle.[réf. nécessaire]
Les combats durent 8 heures au total. Les charges de cavalerie sur les deux ailes tournent à l'avantage des français, et l'infanterie espagnole, menacée d'encerclement, doit se replier. C'est à ce moment que Gaston de Foix, désireux d'une victoire totale, ordonne aux gascons de les poursuivre, mais ceux-ci trop épuisés, sont repoussés par une unité en retraite, mais restée en bon ordre. Dépité, Gaston de Foix, décide d'attaquer lui-même, alors qu'il n'est suivi que par une quinzaine de cavaliers. Désarçonné par un tir d'arquebuse, il est tué à coups de piques par les espagnols.

## Conséquences
Selon François Guichardin (1483-1540) qui croise ses sources dans son Histoire d'Italie, le nombre de morts à la bataille de Ravenne est estimée à plus de dix mille, nombre exceptionnellement élevé pour l'époque. La ville de Ravenne est mise à sac du 12 au 15 avril 1512.
La bataille de Ravenne est la plus importante des guerres d'Italie, après celle de Marignan (1515). Aux yeux des Italiens, ce type de bataille, avec exactions contre les civils, est vécu comme un nouveau phénomène de « brutalisation » de la guerre. Cette bataille marque la fin des charges de cavalerie en armure de type médiéval, et le début du rôle clé de l'artillerie de campagne puisqu'elle force l'ennemi à abandonner une forte position défensive.
Malgré leur victoire, les Français, à la suite des graves pertes subies, doivent se retirer de Lombardie à l'approche d'une armée suisse hostile, en laissant le duc de Ferrare en grande difficulté. Les troupes espagnoles et pontificales ont le temps de se ressaisir et les 18 000 soldats suisses arrivent en Lombardie. En juin 1512, les Français ont complètement évacué la Lombardie et Maximilien Sforza est placé sur le trône ducal à Milan.
Dès l'événement, la victoire française à Ravenne fut comparée à une défaite, de grands officiers, comme Gaston de Foix-Nemours et le vicomte de Lautrec, ayant été tués ou grièvement blessés au cours du combat. C'est ainsi que, trois jours après la bataille, Bayard écrivait à son oncle, évêque de Grenoble : 

« Monsieur, si le roi a gagné bataille, je vous jure que les pauvres gentilhommes l'ont bien perdue; car, ainsi que nous donnions la chasse, M. de Nemours vint trouver quelques gens de pied qui se ralliaient, et voulut donner dedans; mais le gentil prince se trouva si mal accompagné, qu'il y fut tué, dont toutes les déplaisances et deuils qui furent jamais faits ne fut pareil que celui qu'on a démené et qu'on démène encore en notre camp; car il semble que nous ayons perdu la bataille. »

## Monstre de Ravenne
En 1512, dans ses Chroniques Universelles d'Eusèbe, Jean de Multivallis signale la naissance d'un monstre italien lors de la bataille de Ravenne.

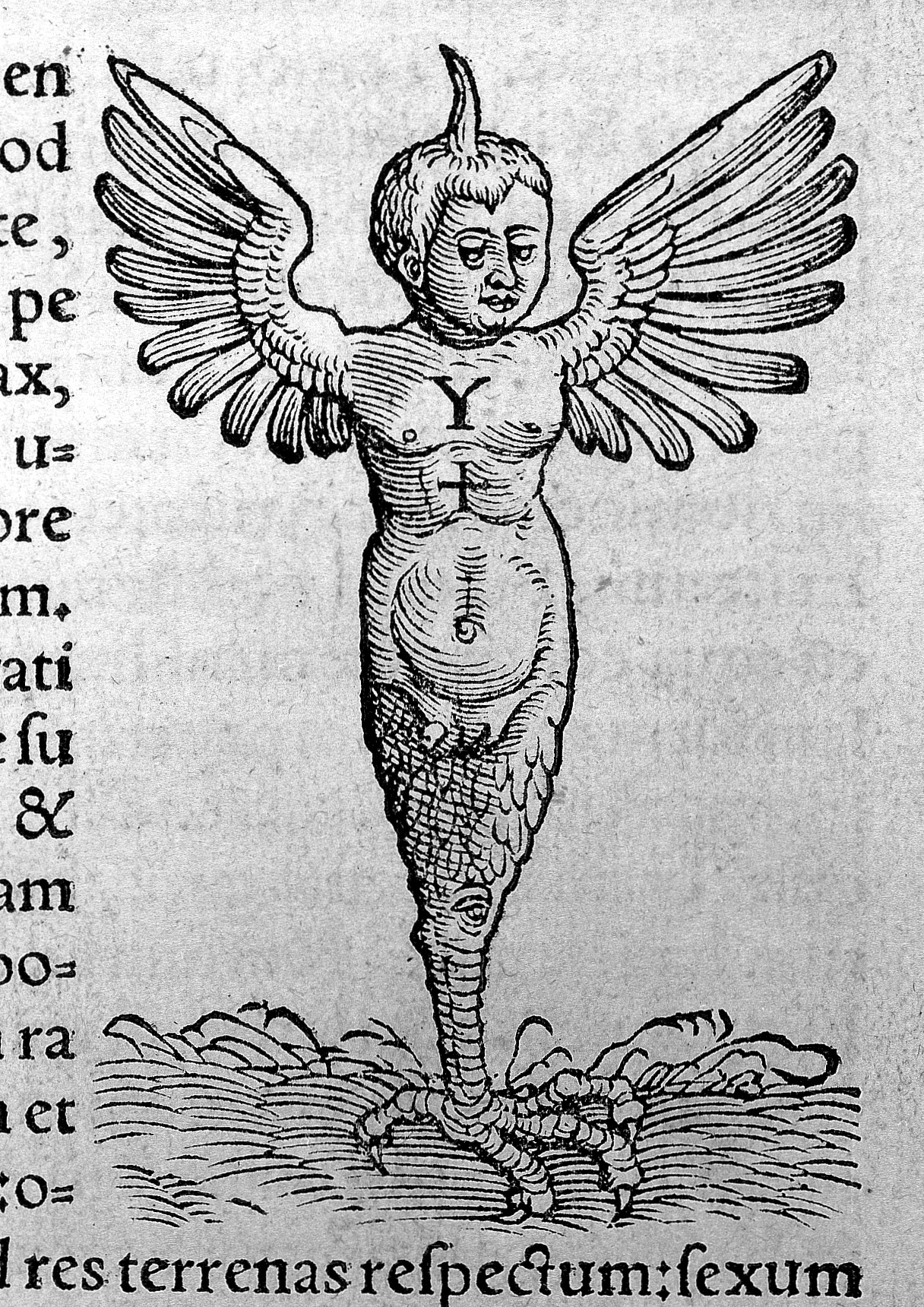
Le monstre de Ravenne dont la naissance annonça la bataille de Ravenne, punition des péchés en Italie.

En 1544, Jacob Rueff (de), premier auteur à rédiger une « collection de monstres », mentionne la naissance de ce monstre comme un présage de l'issue de la bataille de Ravenne.
Le monstre serait né en 1511 à Ravenne, selon Lycosthènes, année précédant la bataille, ou le jour même (11 avril 1512), selon Boaistuau. Dans son livre traitant des monstres et prodiges (1573), Ambroise Paré le décrit ainsi :

« Du temps que le Pape Jules second suscita tant de malheurs en Italie, et qu'il eut la guerre contre le roi Louis douzième 1512, laquelle fut suivie d'une sanglante bataille donnée près de Ravenne ; peu de temps après on vit naitre en la même ville un monstre ayant une corne à la tête, deux ailes, et un seul pied semblable à celui d'un oiseau de proie ; à la jointure du genou un œil ; et participant de la nature de mâle et de femelle »

— Ambroise Paré, Des monstres et prodiges, chapitre III, exemple de l'ire de Dieu.
Dans les années 1560, Boaistuau en donne les explications symboliques, reprenant celles de Multivallis : la corne représente l'orgueil et l'ambition ; les ailes, la légèreté et l'inconstance ; l'absence de bras, le refus des bonnes œuvres ; le pied d'oiseau de proie, la rapine et l'avarice ; l'œil situé sur le genou, l'attachement aux choses terrestres ; les deux sexes, la luxure et la sodomie.
Le monstre représente « tous les péchés qui régnaient de ce temps en Italie ». Les Italiens n'ont pas suivi les signes inscrits sur la poitrine du monstre : l'upsilon (Υ) signifiant désir de vertu, et la croix au-dessous l'enseignement du Christ. La guerre et la défaite furent leur châtiment.